# Cavalleggeri d’Aosta
Cavalleggeri d’Aosta (wł: Stazione di Cavalleggeri d’Aosta) – przystanek kolejowy w Neapolu, w regionie Kampania, we Włoszech. Znajduje się tu 1 peron. Jest to również stacja metra na linii 2.